# Christian Carpzov
Christian Carpzov (* 20. April 1605 in Colditz; † 20. Dezember 1642 in Frankfurt (Oder)) war ein deutscher Jurist und Rechtswissenschaftler.

## Leben
Christian Carpzov war ein Sohn von Benedikt Carpzov des Älteren. Er studierte an den Universitäten  Wittenberg, Leipzig, Jena und
Heidelberg. An der Universität Straßburg wurde er zum Doktor der Rechtswissenschaften promoviert. Nachdem er sich in Wittenberg als Advokat verdingte und Vorlesungen an der Universität hielt, wurde er als Professor und Beisitzer an der Juristenfakultät an die Universität Frankfurt (Oder) berufen. Seine Zeitgenossen schildern ihn als unverträglichen Mann, dessen Ehe auch nicht glücklich gewesen sein soll.

## Werke
- Disputationes de jure confactudinario
- Disputationes de feruitutibus realibus